# Język lunguyê
Artykuł ten został zgłoszony do umieszczenia na stronie głównej w rubryce „Czy wiesz”.
Pomóż nam go sprawdzić: oceń zgłoszoną nominację.
Język lunguyê (port. língua principense) lub lung’Ie – jeden z trzech języków kreolskich na bazie języka portugalskiego używanych na terenie Wysp Świętego Tomasza i Książęcej. Jest używany głównie na Wyspie Książęcej (pozostałe języki kreolskie tego państwa – santome i n’golá – są używane na terenie Wyspy Świętego Tomasza), lecz niektórzy jego użytkownicy żyją także na Wyspie Świętego Tomasza oraz w Portugalii.

## Pochodzenie
Język lunguyê najprawdopodobniej powstał na bazie wczesnej formy języka santome, z którym dzieli wiele struktur gramatycznych oraz ważną część słownictwa. Języki z terenów dzisiejszej Nigerii (takie jak edo i joruba), którymi posługiwali się afrykańscy niewolnicy sprowadzani na tereny tej wyspy, wywarły wpływ na język lunguyê. Badanie 1650 słów z tego języka wykazało, że 90% z nich jest pochodzenia portugalskiego, 6% pochodzenia nigeryjskiego (głównie z języków edoid, gałęzi języków benue-kongijskich), a 1% pochodzenia kikongo (oprócz niewolników z terenów dzisiejszej Nigerii, sprowadzano także niewolników z Konga). Tylko mała część słów pochodzenia nigeryjskiego i kongijskiego jest wspólna dla lunguyê i santome.

## Wymieranie
Jest językiem zagrożonym wymarciem; jako języka ojczystego używają go jedynie starsi ludzie, a rodzice nie przekazują go swym dzieciom. Przyczyny zanikania języka upatruje się w epidemii zapalenia mózgu von Economo, która ok. 1900 roku wybiła większość użytkowników języka (przeżyło jedynie ok. 300 osób), przez co portugalskie władze kolonialne zaczęły sprowadzać pracowników z Angoli, Mozambiku i Wysp Zielonego Przylądka; tych imigrantów było więcej niż dotychczasowych mieszkańców wyspy, przez co, po kilku pokoleniach, użytkownicy języka lunguyê przestali przekazywać go swoim dzieciom.

## Fonologia
|                | Przednie | Centralne | Tylne |
| Przymknięte    | i        |           | u     |
| Półprzymknięte | e        |           | o     |
| Półotwarte     | ɛ        |           | ɔ     |
| Otwarte        |          | a         |       |

Każda z samogłosek ma odpowiadającą jej samogłoskę nosową.